# Susu
Susu (Soso, Soosoo, Sosso, Soussou) – ludność zamieszkująca południowe wybrzeża Gwinei i północno-zachodnie Sierra Leone. Mniejsze społeczności Susu występują również w Senegalu, Gwinei Bissau i Gambii. Ich populacja liczy 1,7 mln osób. Mówią dialektem języka susu-yalunka, należącego do gałęzi języków mande, z rodziny języków nigero-kongijskich. Znacząco zislamizowani, islam przyjęli w XVII w. Pozostała część wyznaje animizm z charakterystycznymi stowarzyszeniami m.in. Simo i Matiol. Do celów obrzędowych niektóre grupy sporządzają barwne maski.
W rolnictwie dominuje uprawa ryżu, ale pojawiają się też plantacje owoców. Migrujący do miast angażują się w handel.